# Anthurium cuspidiferum
Anthurium cuspidiferum är en kallaväxtart som beskrevs av Luis Aloysius, Luigi Sodiro. Anthurium cuspidiferum ingår i släktet Anthurium och familjen kallaväxter. Inga underarter finns listade.